# شیهوریفکا
شیهوریفکا (به روسی: Снігурівка) شهری در استان میکولائیف در کشور اوکراین است. جمعیت این شهر ۱۲,۳۰۷ نفر (۲۰۲۱ تخمینی) است.